# Séquia mare (Ulldecona)
La Séquia mare és una séquia d'Ulldecona (Montsià) inclosa a l'Inventari del Patrimoni Arquitectònic de Catalunya.

## Descripció
Séquia que recorre la Vall d'Ulldecona. Aquesta vall forma un triangle obert de nord-est a sud-oest, limitant a l'est amb la Serra del Montsià i a l'oest amb la Serra de Godall. Aquest conforma el pas tradicional del Principat al País Valencià. La séquia està bastida amb ciment, de forma triangular, d'un metro d'alçada per 0,60 metres d'amplada. En el seu recorregut hi ha petites comportes per desviar l'aigua per regar.

## Història
Aquesta séquia es pot localitzar al seu pas per Ulldecona, pel bell mig del poble i desguassa a la bassa de les Ventalles. Aquesta séquia sembla que fou bastida en època santjoanista, nodrint-la de l'aigua del riu Sénia. La regulació de les aigües d'aquest riu ve donat per les Cartes de Població atorgades, l'any 1222 i 1273, per l'Orde de Sant Joan de Jerusalem, amb les modificacions pronunciades pel Bisbe Berenguer de Tortosa a la seva Sentència Arbitral de 1332 i les OO.MM. de Modulació de l'any 1954.